# Бакаме-Нуэво
Бакаме-Нуэво (исп. Bacame Nuevo) — ранчерия в Мексике, штат Сонора, входит в состав муниципалитета Этчохоа. Численность населения, по данным переписи 2020 года, составила 3220 человек.

## Общие сведения
Название Bacame Nuevo составное: Bacame дано в честь исследователя Франсиско Бакаме, а Nuevo — с испанского языка — новый, приписано, чтобы дать отличие от поселения Бакаме-Вьехо, расположенного неподалёку.
Поселение было основано в конце 1950-х годов, когда проводилась реформа по распределению земель эхидо.
В Бакаме-Нуэво расположена церковь Иоанна Крестителя, подчиняющаяся епархии Сьюдад-Обрегона.